# العلاقات البنينية الفرنسية
العلاقات البنينية الفرنسية هي العلاقات الثنائية التي تجمع بين بنين وفرنسا.

## مقارنة بين البلدين
هذه مقارنة عامة ومرجعية للدولتين:
| وجه المقارنة                                              | بنين            | فرنسا                                                    |
| --------------------------------------------------------- | --------------- | -------------------------------------------------------- |
| المساحة (كم2)                                             | 114.76 ألف      | 643.80 ألف                                               |
| عدد السكان (نسمة)                                         | 11.18 مليون     | 67.12 مليون                                              |
| الكثافة السكانية (ن./كم²)                                 | 97.42           | 104.26                                                   |
| العاصمة                                                   | بورتو نوفو      | باريس                                                    |
| اللغة الرسمية                                             | لغة فرنسية      | لغة فرنسية                                               |
| العملة                                                    | فرنك غرب أفريقي | يورو، فرنك س ف ب، فرنك فرنسي، Livre tournois ‏            |
| الناتج المحلي الإجمالي (بليون دولار)                      | 9.27 مليار      | 2.58 تريليون                                             |
| الناتج المحلي الإجمالي (تعادل القوة الشرائية) بليون دولار | 22.38 مليار     | 2.87 تريليون                                             |
| الناتج المحلي الإجمالي الاسمي للفرد دولار أمريكي          | 762             | 36.20 ألف                                                |
| الناتج المحلي الإجمالي للفرد دولار أمريكي                 | 2.03 ألف        | 39.33 ألف                                                |
| مؤشر التنمية البشرية                                      | 0.480           | 0.888                                                    |
| رمز المكالمات الدولي                                      | +229            | +33                                                      |
| رمز الإنترنت                                              | .bj             | .fr، .bzh ‏، .tf، .re، .wf، .yt، .pm، .paris              |
| المنطقة الزمنية                                           | ت ع م+01:00     | أوروبا/باريس ‏، توقيت وسط أوروبا، توقيت وسط أوروبا الصيفي |

## مدن متوأمة
في ما يلي قائمة باتفاقيات التوأمة بين مدن بنينية وفرنسية:
- ترتبط القصور الملكية في أبومية مع ألبي باتفاقية توأمة.
- ترتبط دجوغو [الإنجليزية]‏ مع إفرو باتفاقية توأمة.
- ترتبط ناتيتنغو مع Rillieux-la-Pape [الإنجليزية]‏ باتفاقية توأمة.
- ترتبط بورتو نوفو مع سيرجي باتفاقية توأمة.
- ترتبط Honhoué [الإنجليزية]‏ مع اشيرول باتفاقية توأمة.
- ترتبط باراكو مع أورليان باتفاقية توأمة.[16]
- ترتبط Kouandé [الإنجليزية]‏ مع Francheville, Metropolis of Lyon [الإنجليزية]‏ باتفاقية توأمة.
- ترتبط كاندى [الإنجليزية]‏ مع وييوفرانش سور سئون باتفاقية توأمة.
- ترتبط أويدا [الإنجليزية]‏ مع مولن باتفاقية توأمة.

## منظمات دولية مشتركة
يشترك البلدان في عضوية مجموعة من المنظمات الدولية، منها:
| علم المنظمة | اسم المنظمة                               | تاريخ انضمام بنين | تاريخ انضمام فرنسا |
| ----------- | ----------------------------------------- | ----------------- | ------------------ |
|             | مؤسسة التنمية الدولية                     | 16 سبتمبر 1963    | 30 ديسمبر 1960     |
|             | يونسكو                                    | 18 أكتوبر 1960    | 4 نوفمبر 1946      |
|             | وكالة ضمان الاستثمار متعدد الأطراف        | 26 سبتمبر 1994    | 28 ديسمبر 1989     |
|             | الأمم المتحدة                             | 20 سبتمبر 1960    | 24 أكتوبر 1945     |
|             | الاتحاد البريدي العالمي                   | ?                 | ?                  |
|             | البنك الدولي للإنشاء والتعمير             | 10 يوليو 1963     | 27 ديسمبر 1945     |
|             | الاتحاد الدولي للاتصالات                  | 1961              | 1866               |
|             | منظمة حظر الأسلحة الكيميائية              | ?                 | ?                  |
|             | مؤسسة التمويل الدولية                     | 5 فبراير 1987     | 20 يوليو 1956      |
|             | المركز الدولي لتسوية المنازعات الاستشارية | 14 أكتوبر 1966    | 20 سبتمبر 1967     |
|             | منظمة التجارة العالمية                    | ?                 | 1995               |
|             | منظمة الشرطة الجنائية الدولية             | ?                 | ?                  |
|             | البنك الإفريقي للتنمية                    | ?                 | ?                  |

## أعلام
هذه قائمة لبعض الشخصيات التي تربطها علاقات بالبلدين:
- توسان لوفرتور (20 مايو 1743[22][23] – 7 أبريل 1803[22][23])
- سيدني غوفو (لاعب كرة قدم فرنسي، 27 يوليو 1979[24] – )

## وصلات خارجية
- موقع وزارة الخارجية البنينية
- موقع وزارة الخارجية الفرنسية